# Фролов, Анатолий Александрович (хоккеист)
Анатолий Александрович Фролов (19 мая 1946 — 10 октября 2002) — советский хоккеист, нападающий.

## Биография
Воспитанник команды «Труд» (Павловский Посад). В первенстве СССР играл за команды «Электросталь» (1962/63 — 1964/65, 1967/68), ЦСКА (1965/66 — 1966/67), «Торпедо» Горький (1969/70 — 1971/72), «Химик» Воскресенск (1972/73 — 1973/74), «Спартак» Москва (1974), «Станкостроитель» Рязань (1974/75 — 1977/78). В чемпионате СССР провёл 10 сезонов (1962/63 — 1963/64, 1965/66 — 1966/67, 1969/70 — 1974/75). После завершения выступлений за команды мастеров выступал за команды «Текстильщик» Павловский Посад (1978—1990), «Альтаир» Москва (1990—1991). Главный тренер «Заречье» Павловский Посад (1996/97).
Победитель хоккейного турнира зимней Универсиады 1972 года.